# Abelspora
Abelspora là một chi ký sinh trùng thuộc ngành Microsporidia. Chi này chứa duy nhất một loài, Abelspora portucalensis. Loài này ký sinh trên cua xanh châu Âu, Carcinus maenas. Chi này được Carlos Azevedo khởi xướng năm 1987 và là loài đặc hữu của miền Trung Tây Hoa Kỳ.